# 2003年のNBAドラフト
2003年のNBAドラフトは、2003年度のNBAドラフト。2003年6月26日、アメリカ合衆国のニューヨークに所在するマディソン・スクエア・ガーデンで開催された。NBAは41人の大学生と高校生、そして過去最高の31人の外国人選手が、2003年のNBAドラフトの早期エントリー候補者として申請したことを発表した。5月22日のドラフト抽選会で、1位指名権獲得確率が22.50％だったクリーブランド・キャバリアーズが当選し、その後、キャバリアーズのゴードン・ガンド会長は、レブロン・ジェームズを指名すると発言した。2位指名権はデトロイト・ピストンズ、3位指名権はデンバー・ナゲッツだった。このドラフトは、TNTからライセンスを取得した後、ESPNで放送される最初のドラフトとなった。
この年は近年にない当たり年で、多くのスター候補を輩出した。この年ドラフトで指名された15人の選手が合計26個のチャンピオンシップを獲得しており、上位指名6人のうち5人(クリス・ケイマン、カーメロ・アンソニー、クリス・ボッシュ、ドウェイン・ウェイド、レブロン・ジェームズ)がNBAオールスターゲーム選出と「Redeem Team」でオリンピック金メダルを獲得している。また、全体では9人がオールスターゲームに出場し、ドウェイン・ウェイドは、2006年にマイアミ・ヒートでNBAチャンピオンに輝き、ファイナルMVPを受賞。2010年にはNBAオールスターゲームのMVPを獲得するなど、多くの選手がそれぞれのチームでスタメンに名を連ねている。レブロン・ジェームズ、ドウェイン・ウェイド、クリス・ボッシュの3人はその後ヒートでBIG3を結成し、2012年と2013年に2連覇を達成し、レブロンは2年連続でファイナルMVPを受賞。2018年にレブロンがロサンゼルス・レイカーズに移籍すると、2021年はカーメロ・アンソニーがレイカーズと契約を交わし、実に18年越しの共闘が実現した。

## ドラフト指名

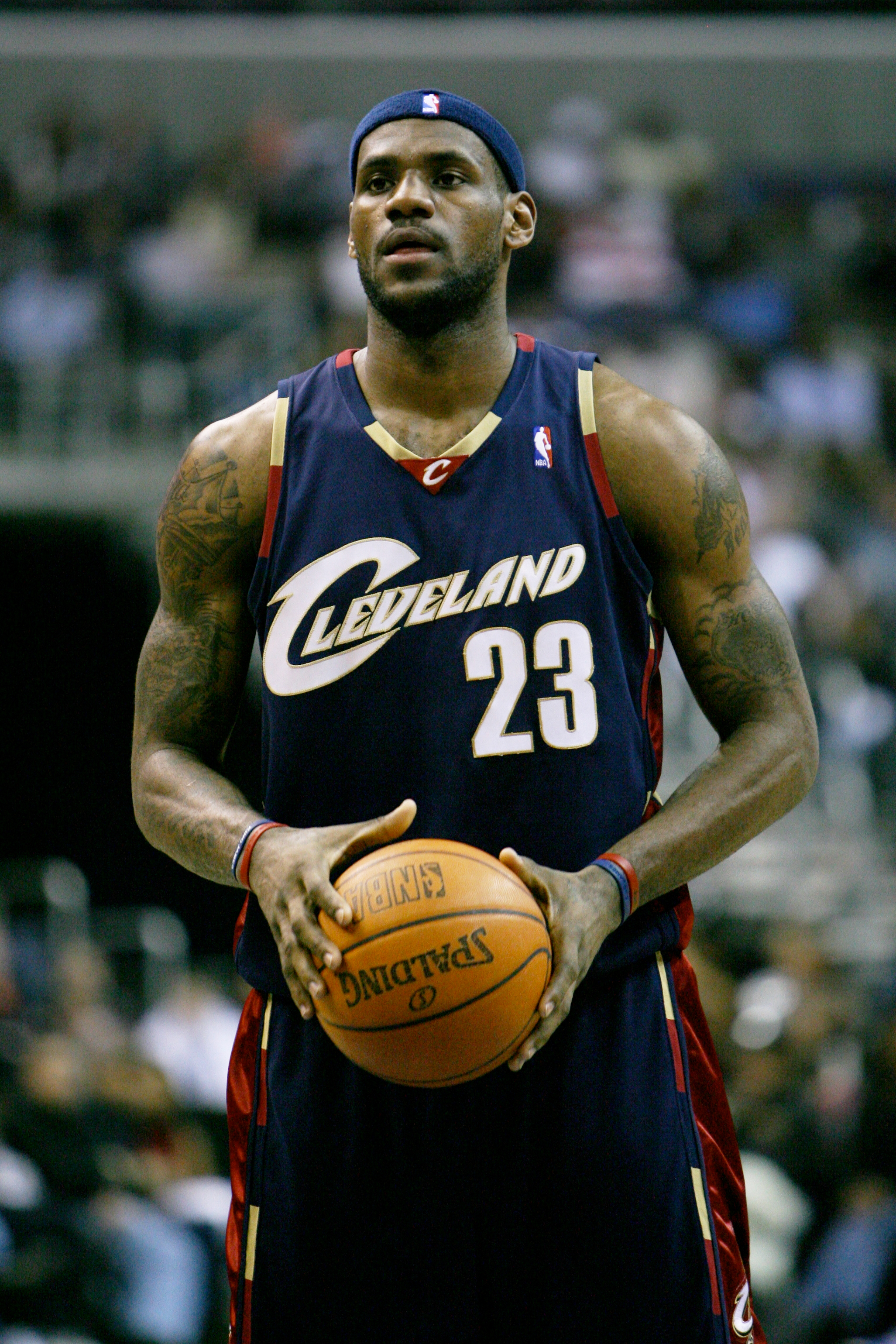
レブロン・ジェームズは、スポーツの歴史の中で最も期待されたドラフト全体1位指名選手の一人である。高卒のドラフト1位指名は、2001年のクワミ・ブラウン以来2人目であり、2004年にもドワイト・ハワードが高卒で1位指名された。

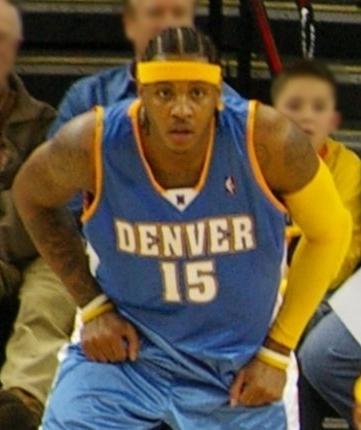
カーメロ・アンソニーは全体3位でデンバー・ナゲッツに指名された。

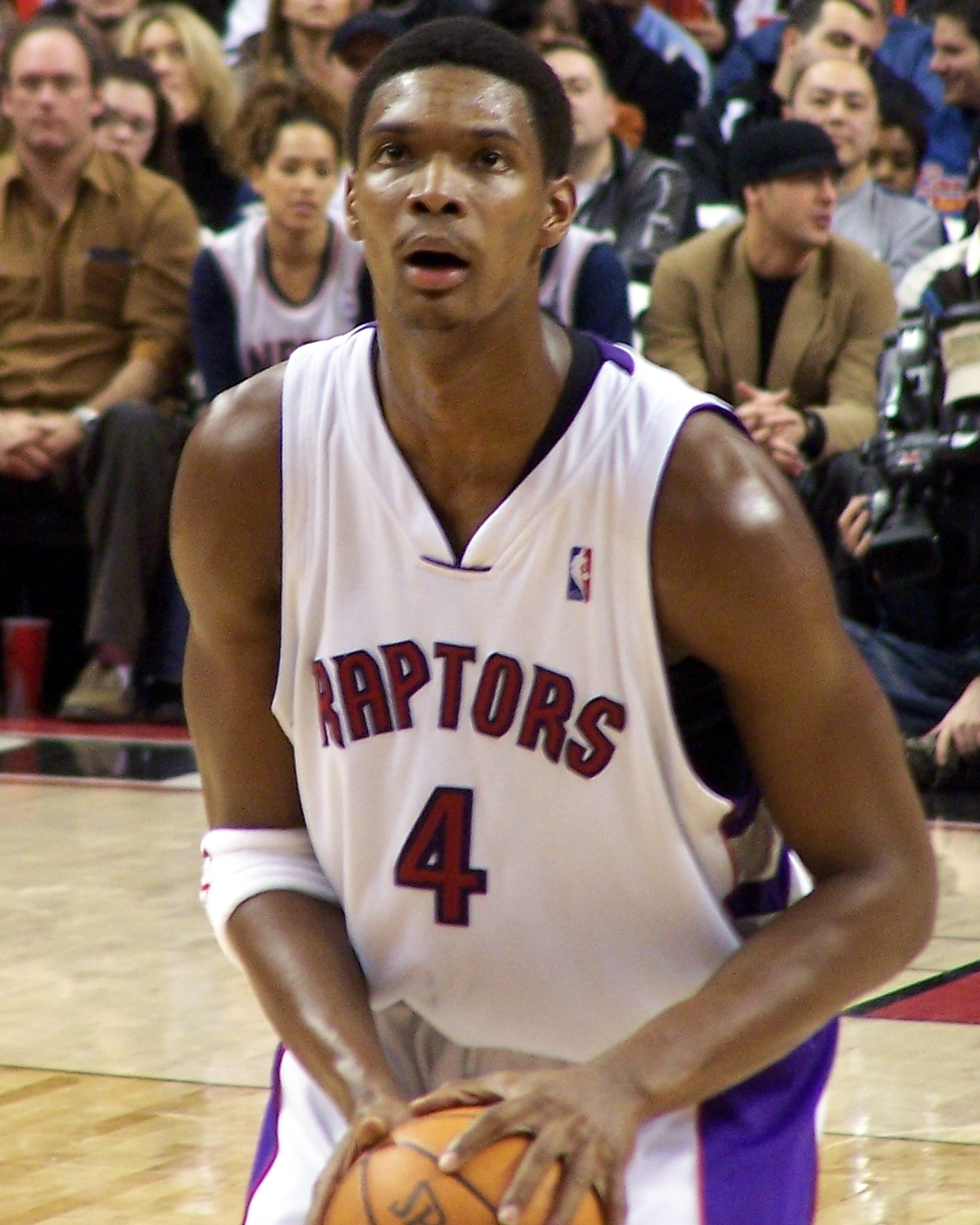
トロント・ラプターズから全体4位で指名されたクリス・ボッシュは、2003年のドラフト組のメンバーとして初めてネイスミス記念バスケットボール殿堂に選出されることになった。

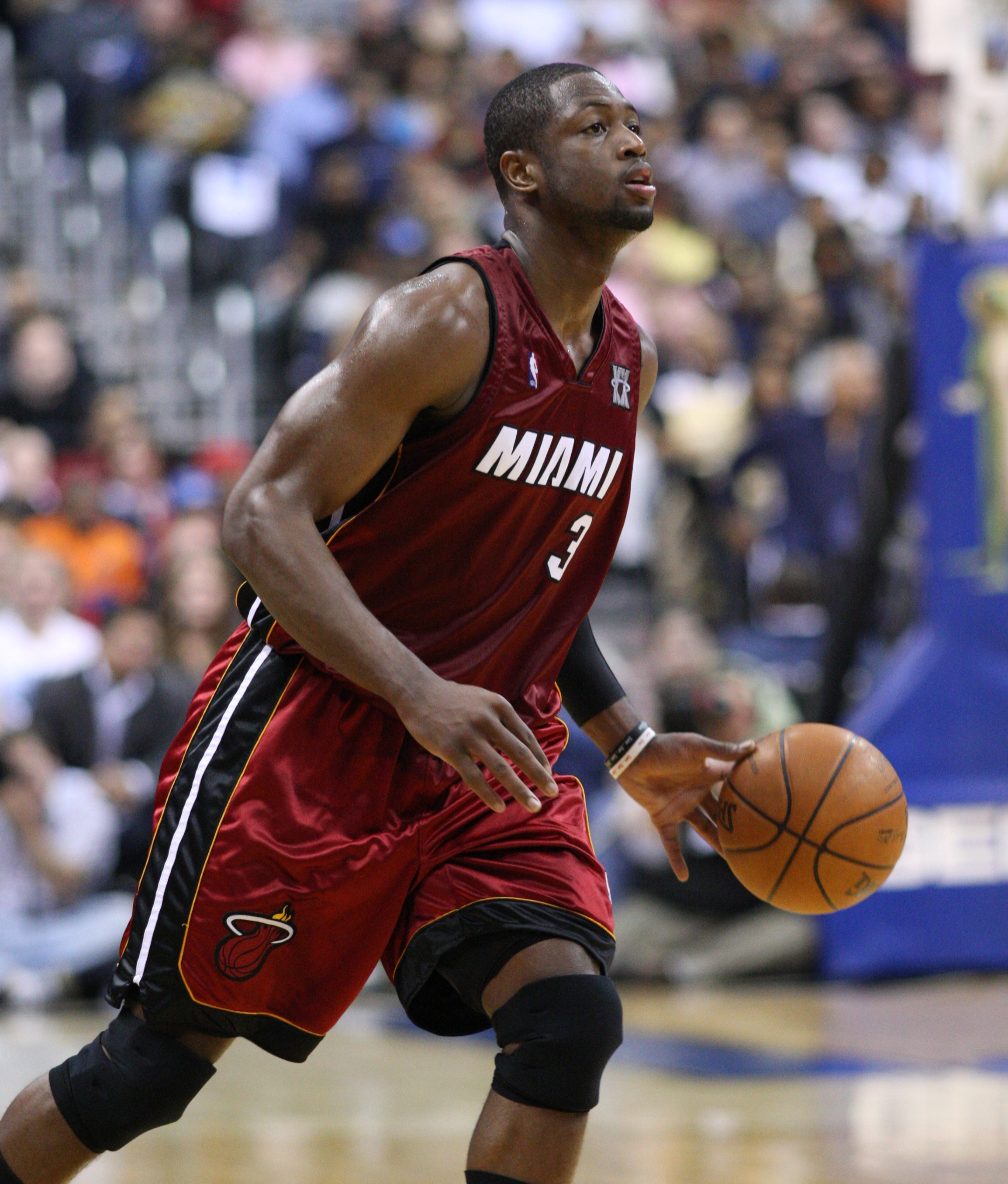
ドウェイン・ウェイドは全体5位でマイアミ・ヒートに指名された。

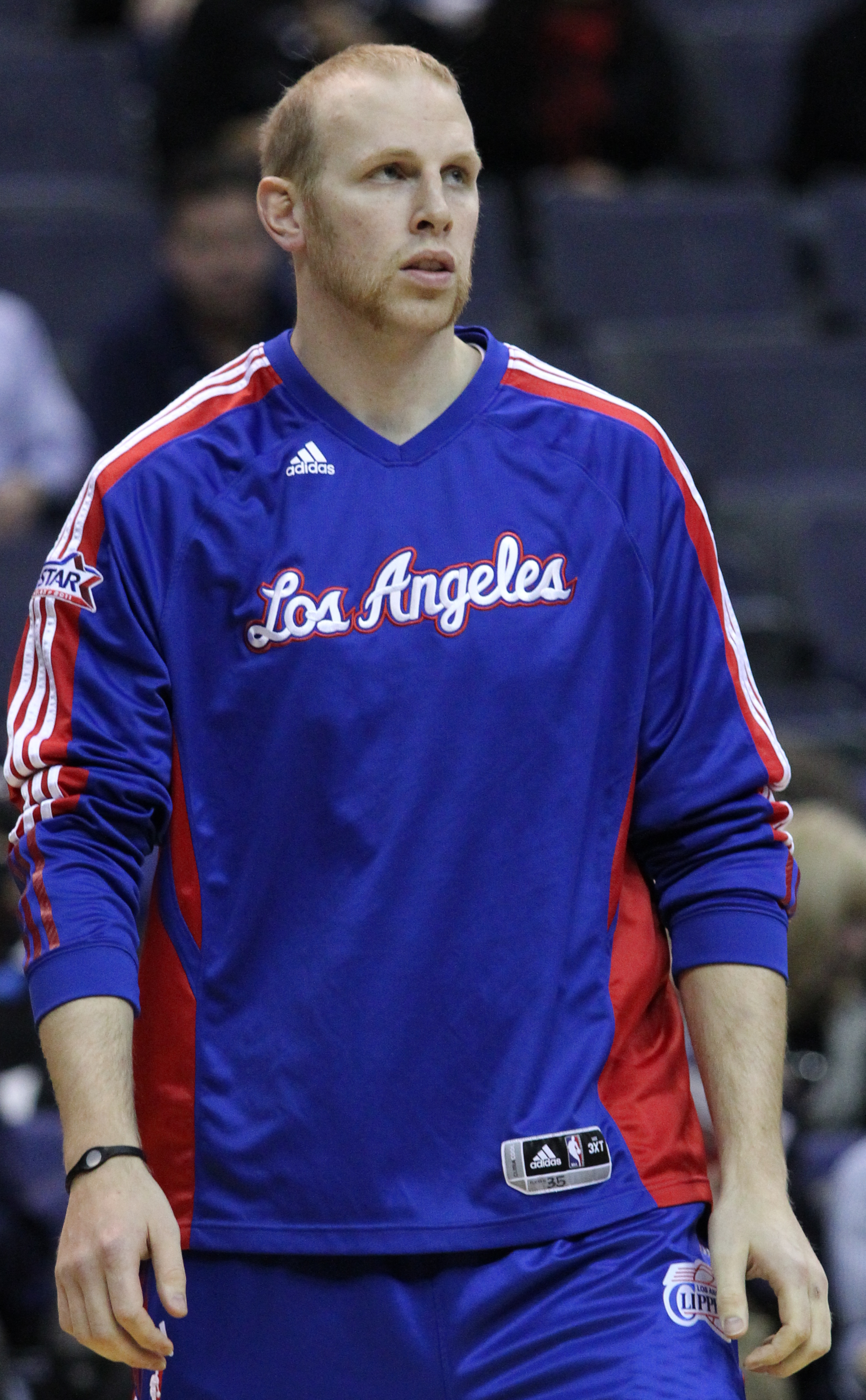
クリス・ケイマンは全体6位でロサンゼルス・クリッパーズに指名された。

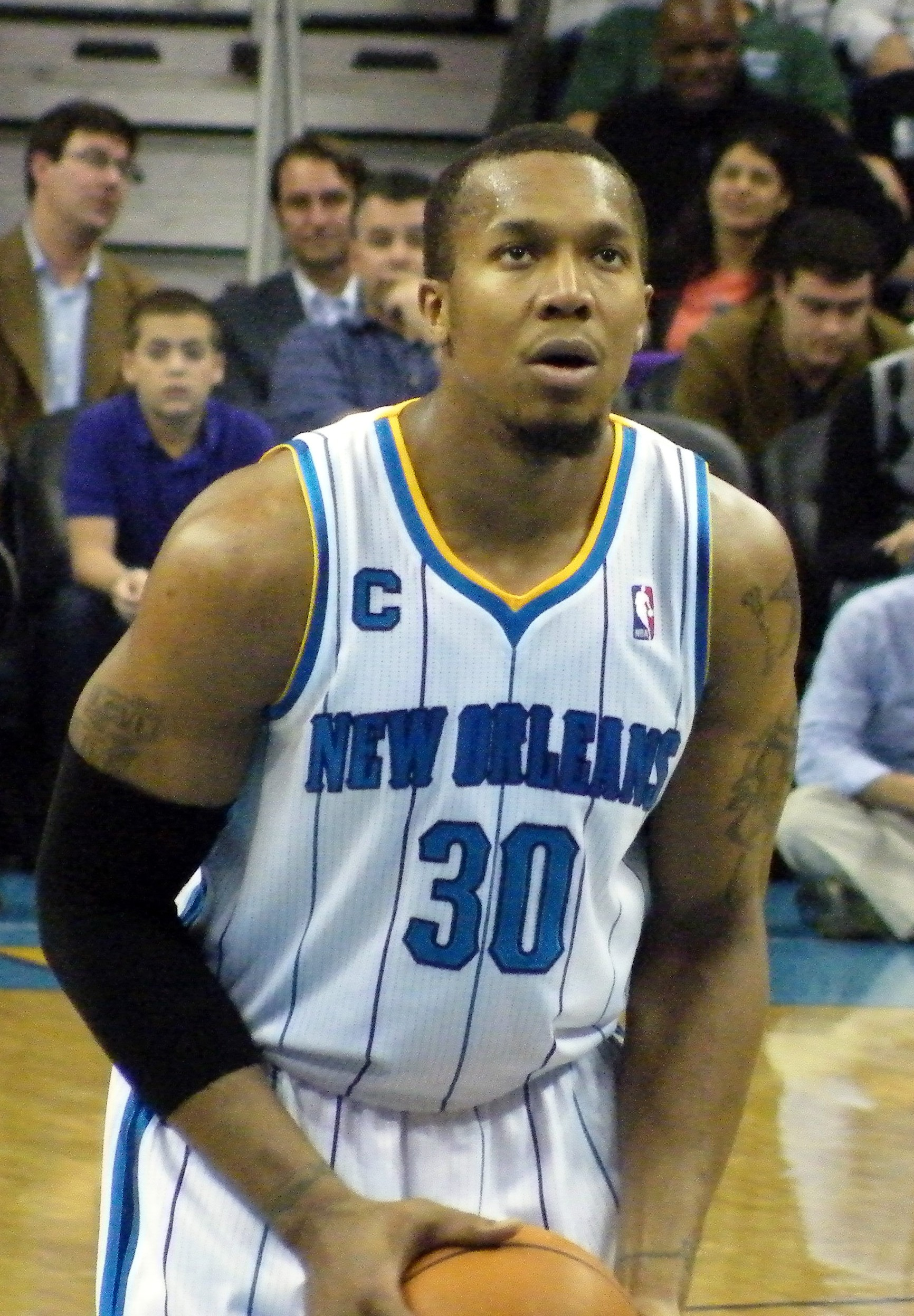
デイビッド・ウェストは全体18位でニューオーリンズ・ホーネッツに指名された。

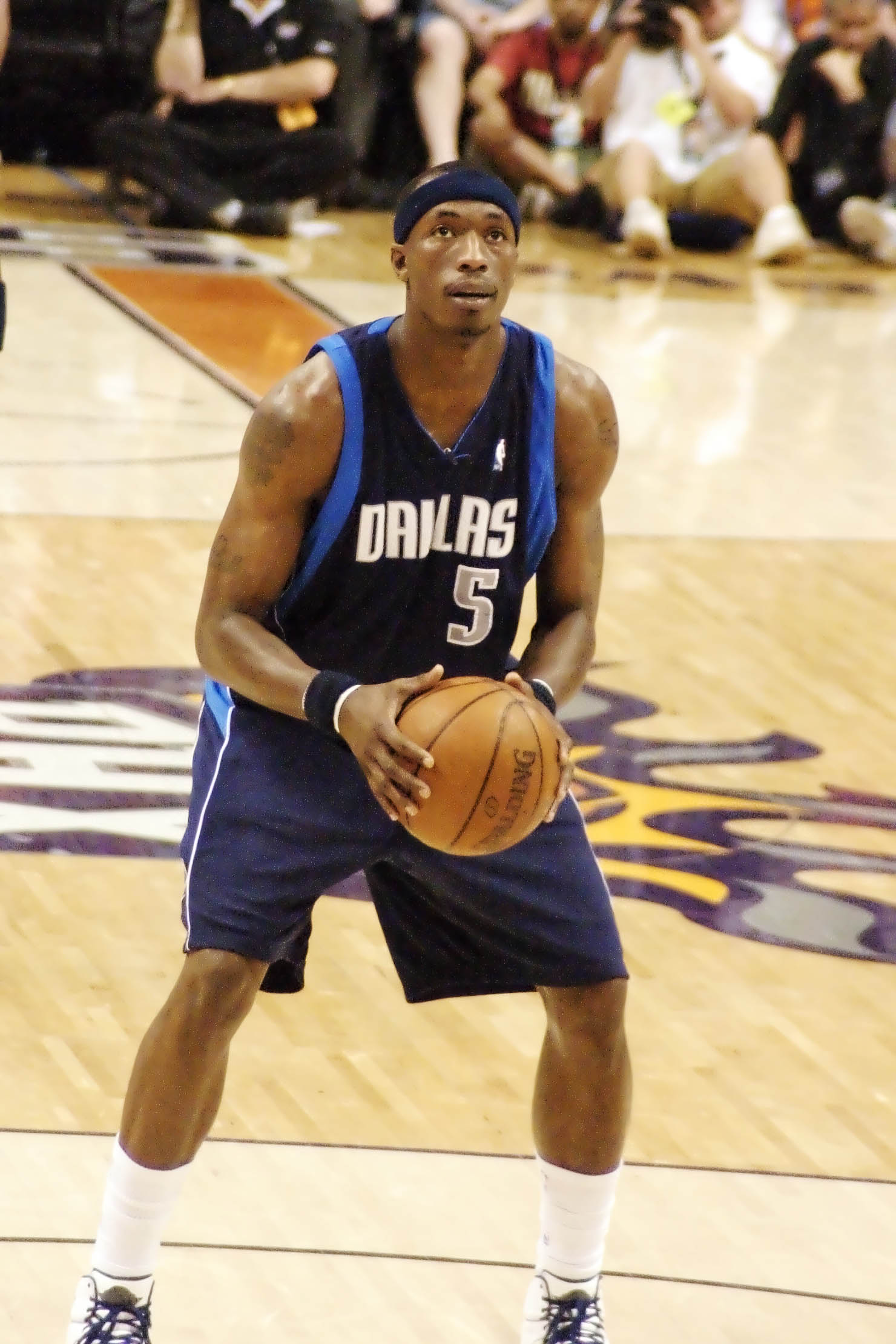
ジョシュ・ハワードは全体29位でダラス・マーベリックスに指名された。

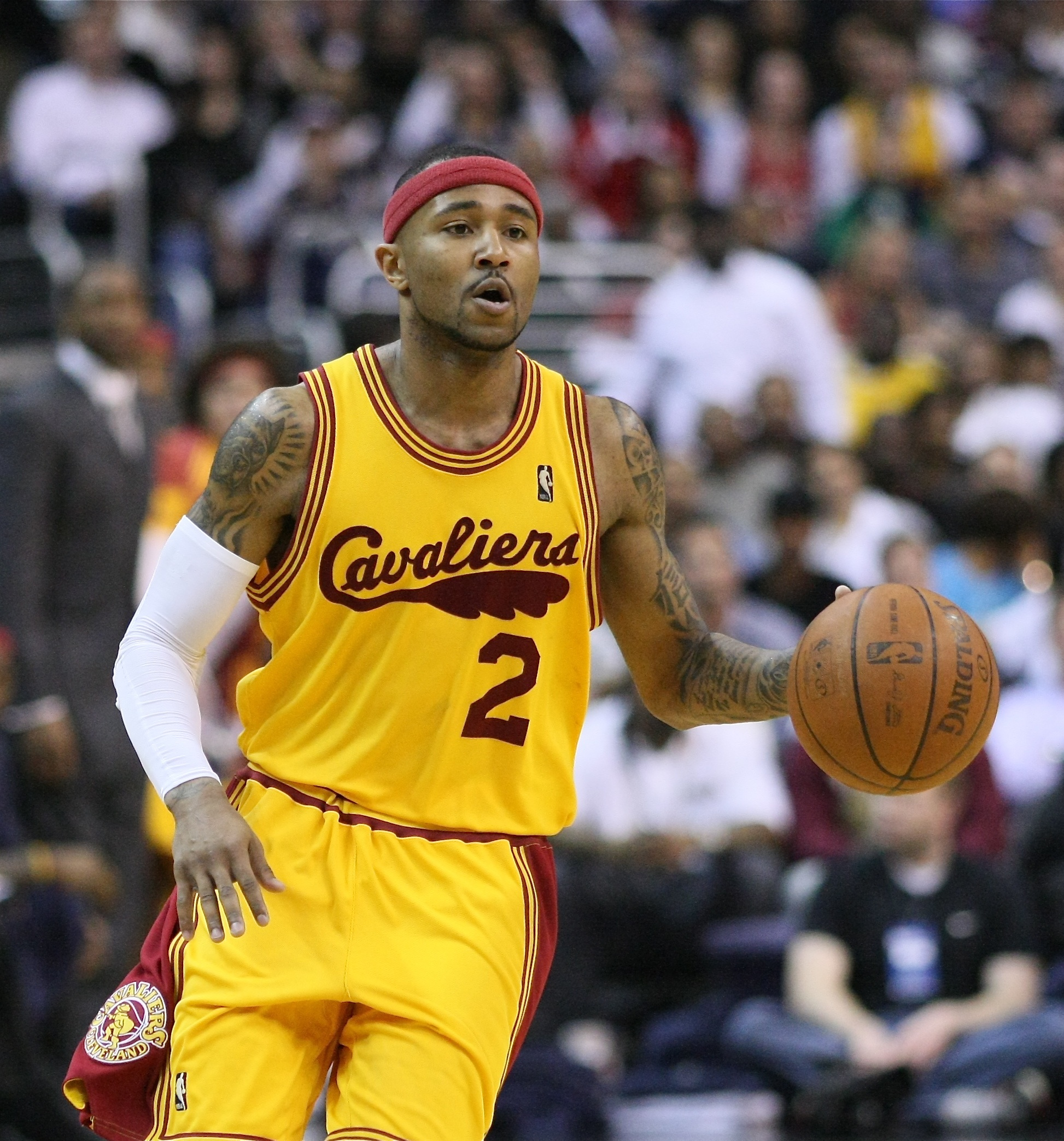
モー・ウィリアムズは全体47位でユタ・ジャズに指名された。

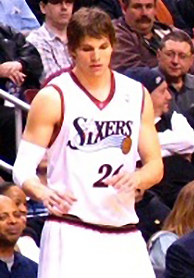
カイル・コーバー は全体51位でニュージャージー・ネッツに指名された (その後、フィラデルフィア・76ersに交渉権がトレード)。

| PG | ポイントガード | SG | シューティングガード | SF | スモールフォワード | PF | パワーフォワード | C | センター |

| * | バスケットボール殿堂入り      |
| ^ | 現役プレーヤー                |
| S | NBAオールスター               |
| A | オールNBAチーム               |
| R | NBAオールルーキーチーム       |
| D | NBAオールディフェンシブチーム |
| C | NBAチャンピオン               |
| F | ファイナルMVP                 |
| # | NBAでのプレー経験なし         |
| M | シーズンMVP                   |

### 1巡目
| 指名順                                                   | 選手名                             | 経歴            | 国籍                    | 指名チーム                                                                          | 出身校など                                                       |
| -------------------------------------------------------- | ---------------------------------- | --------------- | ----------------------- | ----------------------------------------------------------------------------------- | ---------------------------------------------------------------- |
| 太字はこの年のルーキー・オブ・ザ・イヤーに選出された選手 |                                    |                 |                         |                                                                                     |                                                                  |
| 1                                                        | レブロン・ジェームズ (SF)          | ^ S A R D C F M | アメリカ合衆国          | クリーブランド・キャバリアーズ                                                      | セント・ビンセント＝セント・メアリー高校 (オハイオ州 アクロン)   |
| 2                                                        | ダーコ・ミリチッチ (F/C)           |                 | セルビア・モンテネグロ  | デトロイト・ピストンズ (元はグリズリーズの指名権)                                   | ヘモファーム・ヴルシャツ (セルビア・モンテネグロとABAリーグ)     |
| 3                                                        | カーメロ・アンソニー (SF)          | S A R           | アメリカ合衆国          | デンバー・ナゲッツ                                                                  | シラキュース大学                                                 |
| 4                                                        | クリス・ボッシュ (F/C)             | * S A R C       | アメリカ合衆国          | トロント・ラプターズ                                                                | ジョージア工科大学                                               |
| 5                                                        | ドウェイン・ウェイド (SG)          | * S A R D C F   | アメリカ合衆国          | マイアミ・ヒート                                                                    | マーケット大学                                                   |
| 6                                                        | クリス・ケイマン (C)               | S               | アメリカ合衆国 · ドイツ | ロサンゼルス・クリッパーズ                                                          | 中央ミシガン大学                                                 |
| 7                                                        | カーク・ハインリック (PG)          | R D             | アメリカ合衆国          | シカゴ・ブルズ                                                                      | カンザス大学                                                     |
| 8                                                        | T・J・フォード (PG)                | R               | アメリカ合衆国          | ミルウォーキー・バックス (元はホークスの指名権)                                     | テキサス大学                                                     |
| 9                                                        | マイケル・スウィートニー (PF)      |                 | アメリカ合衆国          | ニューヨーク・ニックス                                                              | ジョージタウン大学                                               |
| 10                                                       | ジャーヴィス・ヘイズ (F/G)         |                 | アメリカ合衆国          | ワシントン・ウィザーズ                                                              | ジョージア大学                                                   |
| 11                                                       | ミカエル・ピートラス (G/F)         |                 | フランス                | ゴールデンステート・ウォリアーズ                                                    | ÉBポー・オルテッズ (フランスリーグ)                              |
| 12                                                       | ニック・コリソン (PF)              |                 | アメリカ合衆国          | シアトル・スーパーソニックス                                                        | カンザス大学                                                     |
| 13                                                       | マーカス・バンクス (PG)            |                 | アメリカ合衆国          | メンフィス・グリズリーズ (セルティックスにトレード) (元はロケッツの指名権)          | ネバダ大学ラスベガス校                                           |
| 14                                                       | ルーク・リドナー (PG)              |                 | アメリカ合衆国          | シアトル・スーパーソニックス (元はバックスの指名権)                                 | オレゴン大学                                                     |
| 15                                                       | リース・ゲインズ (F/G)             |                 | アメリカ合衆国          | オーランド・マジック                                                                | ルイビル大学                                                     |
| 16                                                       | トロイ・ベル (PG)                  |                 | アメリカ合衆国          | ボストン・セルティックス (グリズリーズにトレード)                                   | ボストン・カレッジ                                               |
| 17                                                       | ザーコ・チャバーカパ (SF)          |                 | セルビア・モンテネグロ  | フェニックス・サンズ                                                                | ブドゥチノスト・ポドゴリツァ (セルビア・モンテネグロとABAリーグ) |
| 18                                                       | デビッド・ウェスト (PF)            | S C             | アメリカ合衆国          | ニューオーリンズ・ホーネッツ                                                        | ゼイビア大学                                                     |
| 19                                                       | アレクサンダル・パブロビッチ (F/G) |                 | セルビア・モンテネグロ  | ユタ・ジャズ                                                                        | ブドゥチノスト・ポドゴリツァ (セルビア・モンテネグロとABAリーグ) |
| 20                                                       | ダンテイ・ジョーンズ (SG)          |                 | アメリカ合衆国          | ボストン・セルティックス (グリズリーズにトレード) 元はシクサーズの指名権)           | デューク大学                                                     |
| 21                                                       | ボリス・ディアウ (SF)              |                 | フランス                | アトランタ・ホークス (元はインディアナ・ペイサーズの指名権)                         | ÉBポー・オルテッズ (フランスリーグ)                              |
| 22                                                       | ゾラン・プラニニッチ (G/F)         |                 | クロアチア              | ニュージャージー・ネッツ                                                            | Cibona Zagreb (クロアチア and ABAリーグ)                         |
| 23                                                       | トラビス・アウトロー (SF)          |                 | アメリカ合衆国          | ポートランド・トレイルブレイザーズ                                                  | スタークスビル高校 (ミシシッピ州スタークスビル)                  |
| 24                                                       | ブライアン・クック (PF)            |                 | アメリカ合衆国          | ロサンゼルス・レイカーズ                                                            | イリノイ大学                                                     |
| 25                                                       | カルロス・デルフィノ (SG)          |                 | アルゼンチン            | デトロイト・ピストンズ                                                              | Fortitudo Bologna (イタリア)                                     |
| 26                                                       | ドゥディ・イービー (SF)            |                 | ()                      | ミネソタ・ティンバーウルブズ                                                        | ウェストベリー・クリスチャン高校 (テキサス州ヒューストン)        |
| 27                                                       | ケンドリック・パーキンス (C)       |                 | アメリカ合衆国          | メンフィス・グリズリーズ (キングスからマジックを経由して) セルティックスにトレード) | クリフトン＝オゼン高校 (テキサス州 バーモント)                   |
| 28                                                       | リアンドロ・バルボサ (PG)          |                 | ブラジル                | サンアントニオ・スパーズ (サンズにトレード)                                         | Bauru Tilibra (ブラジル)                                         |
| 29                                                       | ジョシュ・ハワード (F/G)           | S               | アメリカ合衆国          | ダラス・マーベリックス                                                              | ウェイクフォレスト大学                                           |

### 2巡目
| 指名順 | 選手名                                   | 経歴 | 国籍                     | 指名チーム                                                          | 出身校など                                                         |
| ------ | ---------------------------------------- | ---- | ------------------------ | ------------------------------------------------------------------- | ------------------------------------------------------------------ |
| 30     | マチェイ・ランペ (PF)                    |      | ポーランド               | ニューヨーク・ニックス (元はナゲッツの指名権)                       | マドリード・コンプルテンセ大学 (スペイン)                          |
| 31     | ジェイソン・カポノ (F/G)                 |      | アメリカ合衆国           | クリーブランド・キャバリアーズ                                      | UCLA                                                               |
| 32     | ルーク・ウォルトン (SF)                  |      | アメリカ合衆国           | ロサンゼルス・レイカーズ (元はラプターズの指名権)                   | アリゾナ大学                                                       |
| 33     | ジェローム・ビーズリー (PF)              |      | アメリカ合衆国           | マイアミ・ヒート                                                    | ノースダコタ大学                                                   |
| 34     | ソフォクリース・スコーツァニーティス (C) | #    | ギリシャ                 | ロサンゼルス・クリッパーズ                                          | イラクリスBC (ギリシャ)                                            |
| 35     | シモン・シェブチック (PF)                | #    | ポーランド               | ミルウォーキー・バックス (元はグリズリーズの指名権)                 | ブラウンシュヴァイク (ドイツ)                                      |
| 36     | マリオ・オースチン (PF)                  | #    | アメリカ合衆国           | シカゴ・ブルズ                                                      | ミシシッピ州立大学                                                 |
| 37     | トラヴィス・ハンセン (SG)                |      | アメリカ合衆国           | アトランタ・ホークス                                                | ブリガムヤング大学                                                 |
| 38     | スティーブ・ブレイク (PG)                |      | アメリカ合衆国           | ワシントン・ウィザーズ                                              | メリーランド大学                                                   |
| 39     | スラヴコ・ヴラネス (C)                   |      | セルビア・モンテネグロ   | ニューヨーク・ニックス                                              | KKブドゥチノスト・ポドゴリツァ (セルビア・モンテネグロとABAリーグ) |
| 40     | デリック・ジマーマン (PG)                |      | アメリカ合衆国           | ゴールデンステート・ウォリアーズ                                    | ミシシッピ州立大学                                                 |
| 41     | ウィリー・グリーン (SG)                  |      | アメリカ合衆国           | シアトル・スーパーソニックス (シクサーズにトレード)                 | デトロイト大学                                                     |
| 42     | ザザ・パチュリア (PF)                    |      | ジョージア (国)          | オーランド・マジック                                                | フェネルバフチェ・ユルケル (トルコリーグ)                          |
| 43     | キース・ボーガンス (SG)                  |      | アメリカ合衆国           | ミルウォーキー・バックス (マジックにトレード)                       | ケンタッキー大学                                                   |
| 44     | マリック・バディアヌ (PF)                | #    | セネガル                 | ヒューストン・ロケッツ                                              | Langen (ドイツ)                                                    |
| 45     | マット・ボナー (F)                       |      | アメリカ合衆国           | シカゴ・ブルズ (トロント・ラプターズにトレード) 元はサンズの指名権) | フロリダ大学                                                       |
| 46     | サニ・ベシロビッチ (SG)                  | #    | スロベニア               | デンバー・ナゲッツ (元はセルティックスの指名権)                     | ヴィルトゥス・ボローニャ (イタリア)                                |
| 47     | モーリス・ウィリアムズ (PG)              | S    | アメリカ合衆国           | ユタ・ジャズ                                                        | アラバマ大学                                                       |
| 48     | ジェームス・ラング (C)                   |      | アメリカ合衆国           | ニューオーリンズ・ホーネッツ                                        | セントラルパーク・クリスチャン高校 (アラバマ州バーミングハム)      |
| 49     | ジェームズ・ジョーンズ (SF)              |      | アメリカ合衆国           | インディアナ・ペイサーズ                                            | マイアミ大学                                                       |
| 50     | パッセリス・モルレンデ (PG)              | #    | フランス                 | フィラデルフィア・セブンティシクサーズ (ソニックスにトレード)       | ディジョン (フランスリーグ)                                        |
| 51     | カイル・コーバー (SF)                    | S    | アメリカ合衆国           | ニュージャージー・ネッツ (シクサーズにトレード)                     | クレイトン大学                                                     |
| 52     | レモン・ファン・デ・アーレ (C)           | #    | オランダ                 | トロント・ラプターズ (元はロサンゼルス・レイカーズの指名権)         | FCバルセロナ(スペイン)                                             |
| 53     | トミー・スミス (PF)                      | #    | アメリカ合衆国           | シカゴ・ブルズ (ピストンズからヒートを経由して)                     | アリゾナ州立大学                                                   |
| 54     | ネドサド・シナノビッチ (C)               | #    | ボスニア・ヘルツェゴビナ | ポートランド・トレイルブレイザーズ                                  | ボスニア・ヘルツェゴヴィナ                                         |
| 55     | リック・リカート (PF)                    | #    | アメリカ合衆国           | ミネソタ・ティンバーウルブズ                                        | ミネソタ大学                                                       |
| 56     | ブランドン・ハンター (PF)                |      | アメリカ合衆国           | ボストン・セルティックス (元はサクラメント・キングスの指名権)       | オハイオ大学                                                       |
| 57     | 薛玉洋 (C)                               | #    | 中華人民共和国           | ダラス・マーベリックス (ナゲッツにトレード)                         | 香港フライングドラゴンズ (中国)                                    |
| 58     | アンドレアス・グリニアダキス (C)         |      | ギリシャ                 | デトロイト・ピストンズ (元はスパーズの指名権)                       | ギリシャ                                                           |

## ドラフト外入団の主な選手
- アール・バロン (C), メンフィス大学
- ホセ・カルデロン (PG), スペイン
- マット・キャロル (SG), ノートルダム大学
- マーキス・ダニエルズ (SG), オーバーン大学
- ロナウド・デュプリー (SF), ルイジアナ州立大学
- ジョシュ・パウエル (PF), ノースカロライナ州立大学
- クイントン・ロス (SG), 南メソジスト大学
- ジェームス・シングルトン (PF), マレー州立大学